# جوزيف-أشيل فرانكور
جوزيف-أشيل فرانكور هو سياسي كندي، ولد في 28 أغسطس 1882 في كاب سان إغناس في كندا، وتوفي في 21 يناير 1959 في مونتريال في كندا. نشط حزبياً في حزب كيبيك الليبرالي. وقد انتخب عضو الجمعية الوطنية في كيبك ‏.